# Paralimnophila perdiffusa
Paralimnophila perdiffusa är en tvåvingeart som beskrevs av Alexander 1962. Paralimnophila perdiffusa ingår i släktet Paralimnophila och familjen småharkrankar. Inga underarter finns listade i Catalogue of Life.